# VusionGroup
VusionGroup ist ein Retail-Tech-Unternehmen, das an der Pariser Börse Euronext notiert ist. Die Gruppe ist der weltweit führende Anbieter von elektronischen Preisschildern (Electronic Shelf Label) und IoT-Lösungen für den stationären Einzelhandel. Die Firma ist spezialisiert auf die Entwicklung, Herstellung und Vermarktung von Hard- und Softwarekomponenten zur elektronischen Preisauszeichnung im Handel und auf Digital-Signage-Lösungen für betriebliche und industrielle Anwendungen. Zum Portfolio zählen elektronische Etiketten, Softwarelösungen, die Kommunikationsinfrastruktur und ein Sortiment an Zubehör und Befestigungsmaterial.

## Geschichte

Logo unter altem Namen

1992 wurde das Unternehmen unter dem Namen Store Electronic Systems gegründet und stattete die ersten Läden mit elektronischen Preisschildern aus. Sieben Jahre später wurden bereits mehr als eine Million Labels installiert. 2002 schloss SES seinen ersten internationalen Vertrag ab. 2006 folgten der Börsengang in Paris und neue Büros in Asien und Lateinamerika. 2012 wurde Thierry Gadou Präsident und CEO des Unternehmens. Die ersten Labels mit integrierter NFC-Funktion wurden entwickelt.
2014 ging Store Electronic Systems eine strategische Allianz mit der imagotag GmbH (Österreich) ein. Das Unternehmen firmierte um in SES-imagotag.
2016 unterschrieb die Unternehmensgruppe einen Vertrag mit Jysk Nordic und dem Kosmetikunternehmen Sephora.
Die Unternehmensgruppe beteiligte sich an zwei Firmen: Findbox GmbH (Produkterkennungstechnologie) und Pervasive Displays Inc (e-Paper-Displays).
2018 brachte das Unternehmen eine IoT-Plattform (VUSION-Retail-IoT-Cloud-Plattform) auf den Markt, die in der Microsoft-Cloud betrieben wird. Diese IoT-Plattform unterstützt den Einzelhändler bei der digitalen Transformation und stellt dem Handel ein Gesamtpaket von grundlegenden Dienstleistungen zur Verfügung. Im Jahr 2018 schlossen sich außerdem SES-imagotag und BOE Technology (eine weltweit agierende chinesische Halbleiter-Display-Gruppe und Anbieter von IoT-Technologien) zusammen, wobei letztere 79,94 % des Aktienkapitals von SES-imagotag hält.

## Wirtschaftliche Informationen
VusionGroup beschäftigt 450 Mitarbeiter. Im Jahr 2019 erzielte das Unternehmen einen Umsatz von 247 Millionen Euro. Im Jahr 2019 verkaufte SES-imagotag 200 Millionen elektronische Preisschilder in über 20.000 Geschäften und hatte über 300 Kunden in mehr als 60 Ländern.
VusionGroup ist weltweit vertreten und hat Sales-Büros in 12 Ländern: Frankreich, Österreich, Deutschland, Australien, Kanada, Spanien, USA, Italien, Mexiko, Singapur und Taiwan. Das R&D Zentrum hat seinen Sitz in Fernitz (Österreich).
2017 wurde zusammen mit Hussmann Australia eine IoT-Plattform für Lebensmitteleinzelhändler in Australien auf den Markt gebracht. 2018 entwickelte VusionGroup gemeinsam mit Panasonic ein Regalüberwachungssystem, das automatisch nicht vorrätige Artikel erkennt. 2019 wurde zusammen mit Cisco eine IoT-Infrastruktur für den physischen Handel entwickelt.
VusionGroup arbeitet in Russland mit drei Partnern zusammen: Datakrat, DigiSky und Smart Price.
Insgesamt hat VusionGroup 156 Reseller, die das Unternehmen auf der ganzen Welt repräsentieren.